# كاتي داونز
كاتي داونز (بالإنجليزية: Katie Downes)‏ هي عارضة بريطانية، ولدت في 16 مايو 1984 في ليفربول في المملكة المتحدة.

## وصلات خارجية
- كاتي داونز على موقع IMDb (الإنجليزية)
- كاتي داونز على موقع قاعدة بيانات الفيلم (الإنجليزية)